# Ярон, Амир
Амир Ярон (род. 1964, Израиль) — израильский и американский экономист, профессор, управляющий Банком Израиля.
Амир Ярон родился в Израиле в 1964 году, его детство прошло в Рамат-ха-Шароне и Рамат-Гане. С 1985 по 1989 год служил в АОИ в качестве офицера департамента Финансового советника НГШ. Получил степень бакалавра, а затем магистра экономики в Тель-Авивском университете, закончив учёбу с отличием в 1989 году. Продолжил обучение в Чикагском университете, где получил степень доктора в 1994 году.
После окончания учёбы занимался научной и преподавательской деятельностью в различных университетах США, большая часть профессиональной карьеры связана с Пенсильванским университетом. С 2009 года — профессор факультета финансов Уортонской школы бизнеса. Работал в качестве научного консультанта Федерального резервного банка Филадельфии.
9 октября 2018 года премьер-министр Беньямин Нетаниягу объявил, что выбрал Амира Ярона в качестве кандидата на пост очередного управляющего Банка Израиля. Официально утверждён в должности 24 декабря 2018 года, сменив Карнит Флуг, полномочия которой истекли в ноябре.
В 2022 году Ярон выступил с публичной речью о влиянии искусственного интеллекта на человеческий капитал. В конце выступления он признался, что эту речь частично написал ChatGPT.